# Via Brasil Linhas Aéreas
A Via Brasil Linhas Aéreas foi uma companhia aérea brasileira fundada em 1999. Encerrou suas operações em 2002.

## História
A Via Brasil foi uma companhia aérea criada em 1999 para operar voos fretados entre as regiões Sudeste e Nordeste do Brasil. Em 2002, devido a problemas técnicos relacionados a sua única aeronave, a empresa foi suspensa e finalmente fechada.

## Destinos
A Via Brasil atendeu os seguintes destinos:
- Fortaleza – Aeroporto Internacional Pinto Martins
- João Pessoa – Aeroporto Internacional Presidente Castro Pinto
- Natal – Aeroporto Internacional Augusto Severo
- Porto Seguro – Aeroporto de Porto Seguro
- Recife – Guararapes/Aeroporto Internacional Gilberto Freyre
- Rio de Janeiro – Aeroporto Internacional Galeão/Antonio Carlos Jobim
- São Paulo – Aeroporto Internacional de Guarulhos/Governador André Franco Montoro